# Дворищанский сельсовет (Гродненская область)
Дворищанский сельсовет (бел. Дварышчанскі сельсавет) — административная единица на территории Лидского района Гродненской области Беларуси. Административный центр — агрогородок Дворище.

## История
Образован 11 января 1966 года в составе Лидского района Гродненской области БССР.
17 марта 2023 года в состав Дворищанского сельсовета включена часть территории упразднённого Круповского сельсовета, с расположенными на ней населёнными пунктами: агрогородок Гуды, деревни Великое Село, Верх-Лида, Колышки, Малейковщизна, Овсядово, Спорковщизна, Чеховцы.

## Состав
Дворищанский сельсовет включает 33 населённых пункта:
- Бенейки — деревня.
- Березно — деревня.
- Великое Село — деревня.
- Верх-Лида — деревня.
- Владиславово — деревня.
- Гервеники — деревня.
- Гимбуты — деревня.
- Гуды — агрогородок.
- Гурины — деревня.
- Дворище — агрогородок.
- Девгуны — деревня.
- Колышки — деревня.
- Криницы — деревня.
- Леваши — деревня.
- Лесные Дворищи — деревня.
- Малейковщизна — деревня.
- Марисево — деревня.
- Марьяново — деревня.
- Мейлуны — деревня.
- Меляши — деревня.
- Мергинцы — деревня.
- Мигуны — деревня.
- Овсядово — деревня.
- Пашунцы — деревня.
- Петюны — деревня.
- Слижи — деревня.
- Спорковщизна — деревня.
- Сутьки — деревня.
- Токари — деревня.
- Чеховцы — деревня.
- Эйтуны — деревня.
- Юровичи — деревня.
- Ячанцы — деревня.